# O-Bahn Adelaide

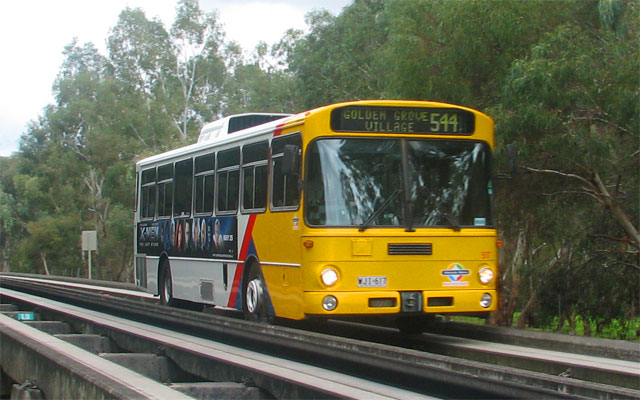
Ein Mercedes-Benz O 305 auf der O-Bahn in Adelaide

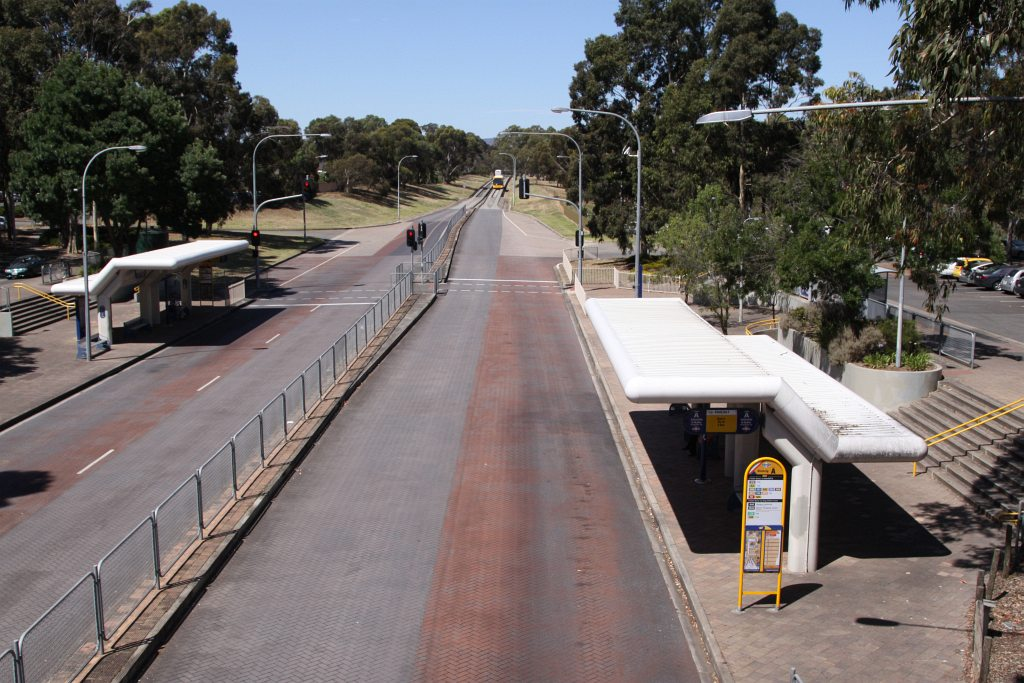
Die Zwischenhaltestelle Klemzig Station

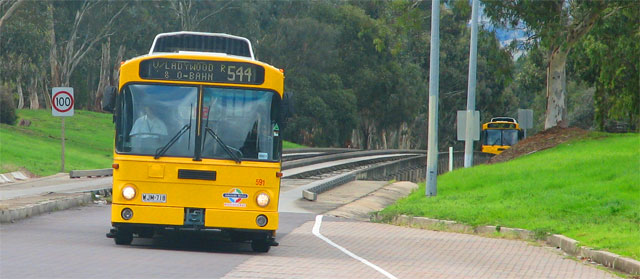
Einfahrt in die Klemzig Station

Die O-Bahn Adelaide ist ein Spurbussystem in Adelaide im Süden von Australien, welches das Stadtzentrum mit den nordöstlichen Vororten verbindet. Auf einer zwölf Kilometer langen Trasse verkehren die Busse spurgeführt; anschließend können sie die Spur verlassen und verschiedene Ziele bedienen.

## Geschichte

### Planung und Bau
Anfang der 1980er Jahre suchte man in Adelaide nach einer Möglichkeit, den ÖPNV unabhängiger vom Individualverkehr zu gestalten, da zu Stoßzeiten häufig Verspätungen auftraten. Zunächst war eine Stadtbahn geplant, doch Untersuchungen ergaben, dass dabei nur 13 Prozent der Fahrgäste umsteigefrei ihr Ziel erreichen könnten, während dieser Wert bei einem Spurbussystem, bei dem die Busse nach Ende des spurgeführten Abschnitts ihren Weg fortsetzen könnten, 80 Prozent betragen würde. Zunächst wurde von Oktober 1981 bis November 1982 eine 1,5 Kilometer lange Teststrecke errichtet, bis 1988 folgten zwei je sechs Kilometer lange Bauabschnitte für den Fahrgastbetrieb. Der Fahrweg wurde von der Ed. Züblin AG entwickelt. Die O-Bahn Adelaide basiert auf dem Spurbussystem von Essen in Nordrhein-Westfalen, wurde jedoch an die örtlichen Gegebenheiten angepasst. So liegt die zulässige Höchstgeschwindigkeit höher, da die Haltestellenabstände in Adelaide drei bis sechs Kilometer betragen. Außerdem wurde die Trasse aufgeständert, um Verschmutzung zu reduzieren. Die Breite des zweispurigen Fahrwegs beträgt 6,2 Meter und liegt somit in der Größenordnung von Straßenbahntrassen.

### Betrieb
Ursprünglich wurden Busse des Typs Mercedes-Benz O 305 eingesetzt, die später durch Wagen von MAN und Scania ersetzt wurden. Um 1990 wurden zwei „Transit“-Linien eingerichtet, die die O-Bahn durchfahren, ohne dabei die dortigen Haltestellen zu bedienen. In den 1990er Jahren wurden an einem durchschnittlichen Wochentag 22.000 Passagiere auf der O-Bahn-Strecke gezählt; 4500 davon zur Hauptverkehrszeit zwischen 8:00 und 9:00 Uhr. Zu Spitzenzeiten wurde die Strecke von bis zu 67 Bussen stündlich befahren; in der Nebenverkehrszeit verkehrte alle drei und fünf Minuten ein Wagen.
Die zulässige Höchstgeschwindigkeit auf der O-Bahn wurde im Jahr 2012 von 100 auf 85 km/h herabgesetzt. Die Fahrzeitverlängerung soll durch diese Maßnahme über die gesamte Strecke höchstens 20 Sekunden betragen. Damit sollen Unfälle verhindert oder deren Ausmaß verringert werden. Kritiker sehen in der Maßnahme jedoch eine Reaktion auf das Alter des in den 1980er Jahren gebauten Fahrwegs.
Heute wird die O-Bahn Adelaide von etwa acht Millionen Fahrgästen jährlich genutzt. Es laufen Planungen für den Ausbau der Strecke, wobei auch eine unterirdische Fortführung in Erwägung gezogen wird.

## Galerie

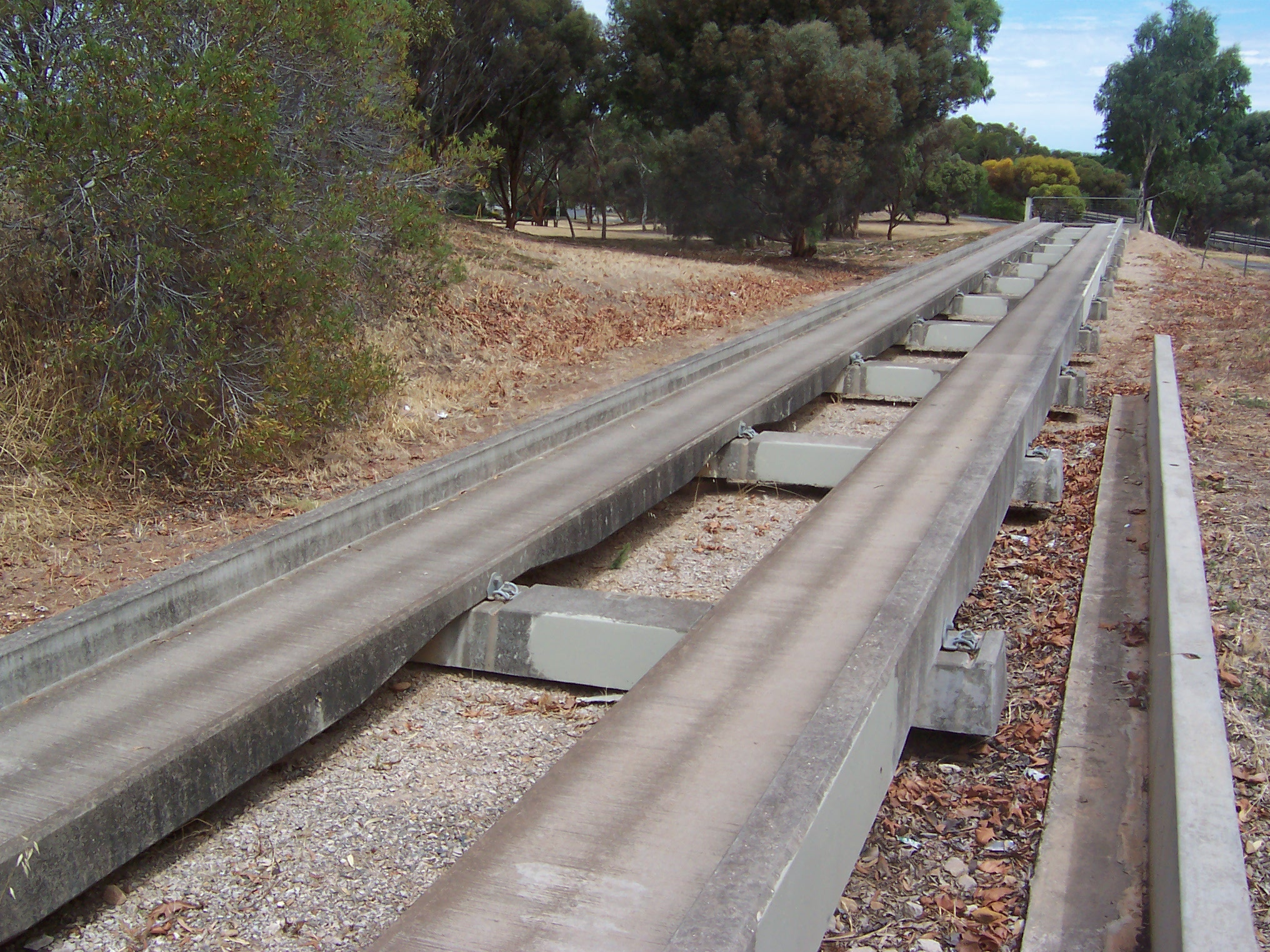
Fahrwegsektion der Teststrecke
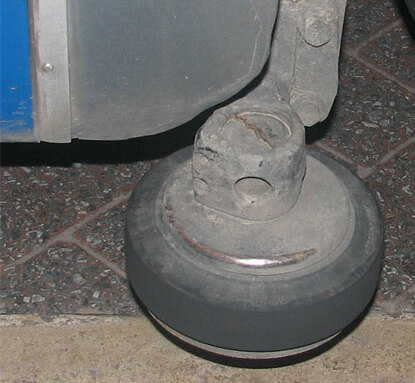
Führungsrolle an einem Bus
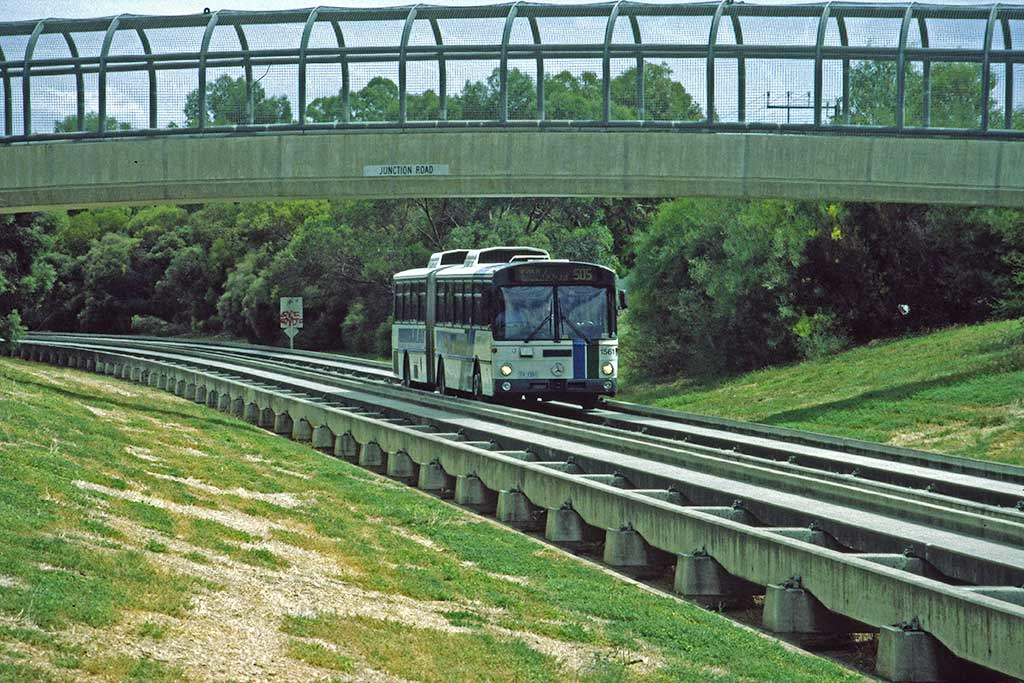
Bus auf der O-Bahn im Jahr 1997
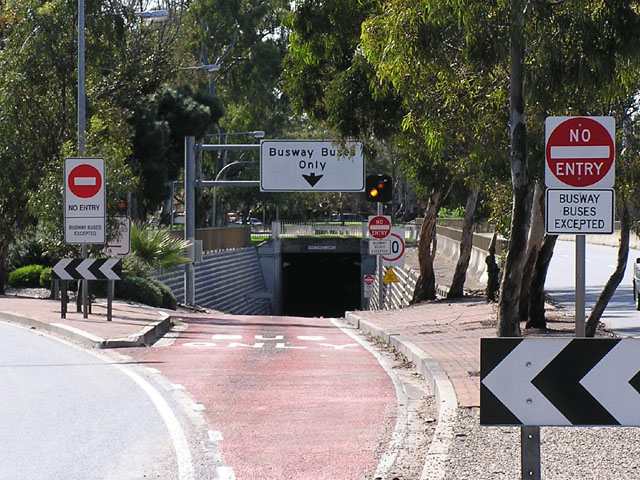
Stadtseitige Einfahrt auf die O-Bahn-Strecke